# Peter Brock
Pour les articles homonymes, voir Brock.
Peter Brock, né le 26 février 1945 à Richmond et mort le 8 septembre 2006 à Gidgegannup, est un pilote automobile australien, surnommé « Peter Perfect », « The King of the Mountain » ou encore « Brocky ».
Il a remporté le Bathurst 1000 à neuf reprises, principalement au volant de voitures Holden. Sa carrière s'est étendue des années 1960 jusqu'à son décès en 2006 lors d'un accident de rallye.

## Sa carrière
Fréquemment associé à Holden pendant plus de 40 ans, il a piloté des véhicules de constructeurs différents : BMW, Volvo, Peugeot, Porsche et Ford.
Le palmarès de « Peter Perfect » est de neuf victoires lors de la course d'endurance Bathurst 1000, neuf victoires lors de la course de Sandown 500, trois victoires lors du championnat australien de voiture de tourisme et une dans les 24 heures de Bathurst.
En 2001, Brock est intronisé au V8 Supercars Hall of Fame.
Une de ses principales activités commerciales comprenaient le Holden Dealer Team (HDT). Il avait notamment produit ses machines de course, ainsi qu'un certain nombre de versions routières hautes performances modifiées à partir de ses voitures de course.

## Biographie
Peter Brock est né à l'hôpital Epworth, à Richmond, fils de Geoff et Ruth Brock ( née Laidlay). La famille vit dans la ville de campagne de Hurstbridge (aujourd'hui une banlieue extérieure de Melbourne) et Brock continue à y vivre toute sa vie. Il fréquente l'Eltham High School à Eltham, Victoria. Sa première voiture était une Austin 7 qu'il a achetée pour 5 £ (10 $A ). Il a affirmé que ses compétences de conduite s'étaient améliorées à ce stade de sa vie parce que la voiture n'avait pas de freins (ni de carrosserie, qu'il avait retirée avec la hache de sa mère).
En course, il acquiert comme première voiture une Austin A30 (construite avec des pièces prises un peu partout dont un moteur Holden 179) avec laquelle il remporte 15 victoires sur 29 courses.
En 1969, il participe, avec une nouvelle écurie, au Holden Dealer Team, à Bathurst 500 au volant d'une Holden HT Monaro GTS 350. Il obtient la troisième place devant Allan Moffat, qui deviendra son grand rival dans l'histoire des pilotes.
En 32 départs à Bathurst, il part 6 fois en pole position et remporte 9 fois la course, dont une victoire décisive en 1979 avec son coéquipier Jim Richards : ils finissent avec 6 tours d'avance sur la paire Peter Janson / Larry Perkins. Ses victoires lui valent le surnom de the Bradman of Bathurst et The King of the Mountain.
Hors du continent océanique, il participe :
- 3 fois au 24 Heures du Mans en 1976, 1981 et 1984
- au 24 heures de Spa en 1977
- au 1 000 km de Silverstone en 1984
- à 3 courses d'ETCC en 1986, où il abandonne à Monza et finit 5e à Donington et à Hockenheim.

En 1997, à Bathurst 1000, il ne finit pas la course et prend sa retraite. À son palmarès :
- Bathurst : 6 pole positions, 9 victoires, 1972, 1975, 1978, 1979, 1980, 1982, 1983, 1984, 1987
- Sandown: 9 pole positions, 9 victoires dont 7 victoires consécutives 1973, 1975, 1976, 1977, 1978, 1979, 1980, 1981, 1984
- Australian Touring Car Championship: 37 victoires, 3 titres et 5 deuxièmes places. Seul Mark Skaife fait mieux que lui, avec 39 victoires.

En 1980, le HDT, sous la direction de Peter Brock, commence à modifier des Holden Commodore, ce qui accroit sa célébrité. L'équipe se sépare en 1987, après une dispute entre Brock et Holden au sujet de la pression des pneus des véhicules HDT.
Le 8 septembre 2006, alors qu'il conduisait lors du rallye Targa West '06, Brock était à 3km de l'arrivée de la deuxième étape de la course à Gidgegannup, à environ 40km de Perth, Australie occidentale, lorsqu'il a dérapé dans un virage à gauche en descente sur Clenton Road sur plus de 50m dans sa Daytona Sportscar 2001  et a heurté un arbre latéralement, dans la portière du conducteur. Brock, âgé de 61 ans, est décédé quelques minutes après l'impact. Son copilote, Mick Hone, a été transporté à l'hôpital dans un état grave mais stable. Des images vidéo de l'accident (fournies par un fan et la caméra embarquée) ont été examinées par la police d'Australie occidentale pour aider à déterminer la cause de l'accident. Le coroner Alastair Hope a décidé que son décès avait été causé par une vitesse élevée et qu'aucune enquête du coroner ne serait menée.